# Верхній Сарабіль
Верхній Сарабі́ль (рос. Верхний Сарабиль, башк. Үрге Һарыбил) — присілок у складі Зіанчуринського району Башкортостану, Росія. Входить до складу Тазларовської сільської ради.
Населення — 22 особи (2010; 26 в 2002).
Національний склад:
- росіяни — 65%
- башкири — 31%